# Shozo Motoyama
Shozo Motoyama (1940-2021) foi um destacado jornalista científico, historiador da ciência e professor brasileiro. Com uma longa carreira acadêmica, é reconhecido como um dos principais estudiosos da história da ciência no Brasil, especialmente por suas contribuições para a compreensão do desenvolvimento científico e tecnológico no país. Formado em Física pela Universidade de São Paulo (USP), Motoyama dedicou-se a entender as interações entre ciência, tecnologia e sociedade ao longo da história.

## Biografia
Seu pai, imigrante japonês que se estabeleceu no interior de São Paulo. era professor de matemática e incentivou seu interesse pelas ciências naturais. Motoyama cursou Física na Universidade de São Paulo (USP), concluindo a graduação em 1967. Inicialmente interessado em especializar-se em astrofísica, acabou direcionando seus estudos para a história da ciência, completando seu doutorado em 1971 com uma tese sobre a lógica da pesquisa em Galileu, orientado pelo historiador Eurípedes Simões de Paula.

## Carreira Acadêmica
Motoyama integrou o corpo docente da Faculdade de Filosofia, Letras e Ciências Humanas da USP, onde foi pioneiro no ensino de pós-graduação em história da ciência no Brasil. Sua atuação foi fundamental para a criação de uma linha de pesquisa institucionalmente dedicada à história da ciência e tecnologia no país. Em 1990, Motoyama tornou-se o primeiro professor titular em História da Ciência na USP, sendo um título inédito no Brasil.
Ele também teve um importante papel na difusão das teorias dialéticas sobre a ciência do físico marxista japonês Mituo Taketani, com quem teve contato durante seu pós-doutorado no Japão. De volta ao Brasil, coordenou o Núcleo de História da Ciência e Tecnologia no Brasil, com apoio da UNESCO, e foi cofundador da Sociedade Brasileira de História da Ciência (SBHC), da qual foi secretário por diversos anos. Em 1988, Motoyama fundou o Centro Interunidades de História da Ciência (CHC) na USP, que dirigiu até sua aposentadoria em 2009.

## Contribuições à Pesquisa e Publicações
Motoyama foi responsável pela organização e publicação de importantes obras sobre a ciência e tecnologia no Brasil. Dentre seus principais trabalhos está a coordenação conjunta da série História das Ciências no Brasil, publicada entre 1979 e 1981. Ele também organizou outras obras de relevância histórica, como Tecnologia e Industrialização no Brasil: Uma Perspectiva Histórica (1994) e O Almirante e o Novo Prometeu: Álvaro Alberto e a C&T (1996). Sua produção incluiu ainda histórias institucionais de grande relevância para o cenário acadêmico e científico brasileiro, como Fapesp: Uma História de Política Científica e Tecnológica (1999) e USP 70 Anos (2006), entre outras1.
O trabalho de Shozo Motoyama teve grande impacto na consolidação da história da ciência como um campo de estudo acadêmico no Brasil, além de sua influência sobre as gerações de historiadores formados na USP. Sua obra, Prelúdio para uma História: Ciência e Tecnologia no Brasil (2004), é considerada referência fundamental para estudantes e pesquisadores da área.